# Parco nazionale della foresta di Buzuluk
Il parco nazionale della foresta di Buzuluk (o di Buzulukskij Bor; in russo Национальный парк «Бузулукский бор»?) è un'area protetta che si estende attraverso la foresta omonima, la più grande foresta isolata di pini del mondo. È circondata dalle steppe del bassopiano sarmatico a ovest e dalle colline pedemontane che si dipartono dagli Urali meridionali a est. Questo ne fa un ambiente importante per gli studi scientifici, ed è il sito della più antica area forestale gestita dall'uomo della Russia. Si trova a est del Volga, circa 70 chilometri a est della città di Samara e 15 chilometri a nord della città di Buzuluk.
La foresta, che si estende su una superficie di 1060 km², ha una forma triangolare: misura circa 53 chilometri da nord a sud e 34 chilometri da ovest a est. La sua area è grosso modo equamente distribuita tra gli oblast' di Samara e di Orenburg. Pur essendo stata dichiarata parco nazionale solamente nel 2008, costituisce un'area protetta fin dai primi anni del XIX secolo.

## Geografia
Il parco è delimitato a sud dal fiume Samara e sugli altri lati da steppa non alberata. La foresta di pini è circondata da una stretta banda di alberi di latifoglie. Il fiume Borovka scorre in direzione sud-ovest attraverso la foresta prima di confluire nel Samara all'estremità meridionale del parco. La valle del fiume si trova a circa 100 metri di profondità al di sotto del terreno circostante. Nella pianura alluvionale dal terreno sabbioso al di sopra della valle della Borovka si trovano ruscelli e lanche. La foresta di Buzuluk occupa una grande depressione colmata da sedimenti sabbiosi di genesi marina ricoperti da sabbie alluvionali. Lo strato di sabbia raggiunge i 90 metri di profondità. In alcuni punti gli argini del fiume sono costituiti da arenarie rosse, conglomerati e mudstone del Permiano e del Triassico inferiore.
Il parco si trova nell'ecoregione paleartica denominata «steppa pontica» del bioma praterie, savane e macchie temperate. Pertanto, il suo habitat forestale, caratterizzato da una fitta copertura di alberi di conifere e di latifoglie, si differenzia alquanto da quello dell'ambiente circostante.
Il clima è continentale con estati calde e inverni freddi (BSk secondo la classificazione dei climi di Köppen). Questo clima è caratterizzato da forti escursioni termiche stagionali tra l'inverno (-13,8 °C in gennaio) e l'estate (20,4 °C in luglio). La media delle precipitazioni è di 530 mm all'anno. In media il suolo è ricoperto di neve per 169 giorni all'anno, da metà novembre a metà aprile.
Circondata com'è da steppe aride, la foresta crea uno speciale microclima nell'area intorno ad essa. Gli studi dimostrano che la regione circostante è caratterizzata da temperature più fresche, terreno più umido, vegetazione più varia e maggiore copertura arbustiva. Questi effetti si fanno sentire fino a 20 chilometri di distanza dal limitare della foresta.

## Fauna
La comunità faunistica del parco riflette la combinazione in stretta connessione di elementi propri della foresta, della steppa e degli ambienti umidi. La varietà e la quantità di piante dà sostentamento a 55 specie di mammiferi - dai roditori quali scoiattoli e criceti, ai carnivori (volpe, lupo, tasso, zibellino, martora, puzzola delle steppe, visone, ermellino, donnola), fino ai grandi ungulati (alce, cervo, cinghiale, capriolo). Uno degli animali più importanti per l'ecosistema forestale è il tasso, che si nutre di un gran numero di larve che infestano gli alberi di pino. I castori, ricomparsi nella riserva durante gli anni '80, hanno costruito dighe sui fiumi e nei laghi alluvionali. Vi sono sette specie di pipistrelli nel parco, che si nutrono degli insetti della foresta e, come molti uccelli, migrano a sud durante i mesi invernali.
Il parco ospita 155 specie diverse di uccelli, tra cui vari rapaci (sia diurni che notturni) che si nutrono di roditori. A seconda dei vari micro-habitat, incontriamo specie che vivono in zone umide, nella foresta e nella boscaglia.

## Storia
La foresta è stata creata dall'acqua e dal vento sulle dune di sabbia dell'antico fondale del mar Caspio, centinaia di migliaia di anni fa. La zona sulla quale sorge potrebbe essere stata la foce di un grande fiume che si gettava nel Caspio prima che la linea costiera del mare si ritirasse. Perfino oggi nella foresta si trovano dune di sabbia che raggiungono i 30 metri di profondità. Fino ai primi anni del XIX secolo, la regione era caratterizzata da vaste torbiere e paludi che sono state rimpiazzate dalla foresta. Il centro di gestione della foresta venne creato agli inizi del XX secolo: da allora, sono stati condotti numerosi programmi di rimboschimento della steppa circostante.

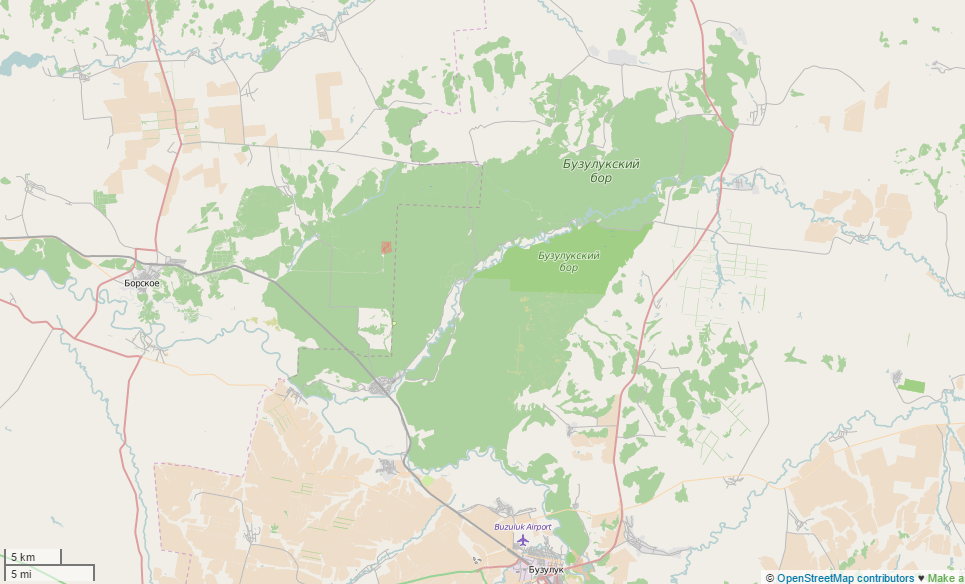
L'area verde indica la superficie del parco nazionale.

Attualmente il parco deve fronteggiare le conseguenze dei periodi di siccità ricorrenti, che portano all'appassimento degli alberi e creano condizioni favorevoli all'insorgere di malattie che colpiscono i pini. Nel 2010, una tempesta di vento ha abbattuto quasi il 10% dei pini. Nel 2013, la foresta ha subito ulteriori danni arrecati da un incendio.
Nel sottosuolo del parco di Buzuluk vi sono riserve di petrolio. L'estrazione del greggio veniva effettuata tra gli anni '50 e '70, fino a quando un grave incidente, avvenuto nel 1971, non portò all'interruzione delle perforazioni. Oggi nel territorio del parco si trovano 160 pozzi di petrolio abbandonati, che potrebbero provocare fuoriuscite di greggio. Attualmente sono in corso di dibattito proposte per condurre nuovi sondaggi nell'area o per ripristinare i pozzi già esistenti.

## Turismo
Nel parco si trovano sentieri per gli escursionisti e zone destinate al campeggio. Un museo presenta esposizioni storiche e naturali. I gestori del parco pongono l'accento sulla protezione dell'ambiente. Qualsiasi infrastruttura è proibita: è vietato procedere a estrazioni minerarie, costruire edifici e strade e danneggiare gli elementi geologici e idrologici. Caccia e pesca sono vietate, così come l'accesso a veicoli a motore non autorizzati. Gli animali domestici possono rimanere solo sui sentieri o nelle zone appositamente designate.